# بولينا (صقلية)
بولينا (بالإيطالية: Pollina)‏ هي بلدية في مقاطعة باليرمو في صقلية الإيطالية.

## السكان
في سنة 1861 بلغ عدد السكان 1٬434 نسمة، وتطور العدد ليصل في سنة 2011 لـ 2٬998 نسمة.
يظهر هذا المخطط البياني تطور النمو السكاني لـ بولينا (صقلية)